# 李廣滋
李广滋，直隶乐亭县人，清朝政治人物、進士出身。
嘉庆十四年己巳科（1809年），登進士。后选庶吉士，授翰林院编修，升福建道监察御史，会试丁丑同考官。